# Nilobezzia raphaelis
Nilobezzia raphaelis är en tvåvingeart som beskrevs av Salm 1918. Nilobezzia raphaelis ingår i släktet Nilobezzia och familjen svidknott. Inga underarter finns listade i Catalogue of Life.